# Toni Erdmann
Toni Erdmann – niemiecko-austriacko-rumuński komediodramat z 2016 roku w reżyserii i według scenariusza Maren Ade.
Światowa premiera filmu miała miejsce 14 maja 2016 roku podczas 69. MFF w Cannes, gdzie był prezentowany w konkursie głównym i otrzymał nagrodę krytyków FIPRESCI. Później film otrzymał m.in. Lux Prize – nagrodę Parlamentu Europejskiego oraz pięć Europejskich Nagród Filmowych w najważniejszych kategoriach.
Polska premiera filmu miała miejsce 25 lipca 2016 roku w ramach 16. MFF Nowe Horyzonty we Wrocławiu. Do ogólnopolskiej dystrybucji kinowej wszedł 27 stycznia 2017 roku.
Film został wyselekcjonowany jako kandydat Niemiec do Oscara za najlepszy film nieanglojęzyczny podczas 89. ceremonii wręczenia Oscarów. 16 grudnia 2016 obraz znalazł się na skróconej liście filmów, ubiegających się nadal o nominację, a 24 stycznia 2017 roku ją uzyskał.

## Fabuła
Winfried (Peter Simonischek) jest rozwiedzionym, emerytowanym nauczycielem gry na pianinie, który uwielbia wygłupy i nieustannie robi kawały swoim sąsiadom. Jego córka Ines (Sandra Hüller), robiąca błyskotliwą karierę menedżerka w wielkiej korporacji, lubi mieć wszystko pod kontrolą. Przez lata ich relacje nie układały się zbyt dobrze, kiedy ojciec nieoczekiwanie przyjeżdża do Bukaresztu odwiedzić córkę, jego wizyta przybiera zaskakujący przebieg. Aby przywrócić zestresowanej Ines radość życia i poczucie humoru, Winfried tworzy fikcyjną postać – niepoprawnego biznesmena Toniego Erdmanna.

## Obsada
- Sandra Hüller jako Ines Conradi
- Peter Simonischek jako Winfried Conradi/Toni Erdmann
- Michael Wittenborn jako Henneberg
- Thomas Loibl jako Gerald
- Trystan Pütter jako Tim
- Ingrid Bisu jako Anca
- Hadewych Minis jako Tatjana
- Lucy Russell jako Steph
- Victoria Cociaș jako Flavia
- Alexandru Papadopol jako Dascalu
- Victoria Malektorovych jako Natalja
- Ingrid Burkhard jako Annegret
- Jürg Löw jako Gerhard
- Ruth Reinecke jako Renate
- Vlad Ivanov jako Iliescu
- Radu Banzaru jako Bogdan
- Irene Rindje jako Bärbel
- Julischka Eichel jako Babette

## Produkcja
Zdjęcia kręcono w Bukareszcie i Akwizgranie.

## Nagrody i nominacje
69. Międzynarodowy Festiwal Filmowy w Cannes
- nagroda: nagroda FIPRESCI – Maren Ade
- nominacja: Złota Palma – Maren Ade

89. ceremonia wręczenia Oscarów
- nominacja: najlepszy film nieanglojęzyczny (Niemcy)

74. ceremonia wręczenia Złotych Globów
- nominacja: najlepszy film nieanglojęzyczny (Niemcy)

70. ceremonia wręczenia nagród Brytyjskiej Akademii Filmowej
- nominacja: najlepszy film nieanglojęzyczny (Niemcy) – Maren Ade i Janine Jackowski

42. ceremonia wręczenia Cezarów
- nominacja: najlepszy film zagraniczny – Maren Ade

29. ceremonia wręczenia Europejskich Nagród Filmowych
- nagroda: Najlepszy Europejski Film – Maren Ade
- nagroda: Najlepszy Europejski Reżyser – Maren Ade
- nagroda: Najlepszy Europejski Scenarzysta – Maren Ade
- nagroda: Najlepszy Europejski Aktor – Peter Simonischek
- nagroda: Najlepsza Europejska Aktorka – Sandra Hüller
- nominacja: Europejska Nagroda Uniwersytecka – Maren Ade

32. ceremonia wręczenia Independent Spirit Awards
- nominacja: najlepszy film zagraniczny (Niemcy, Rumunia) – Maren Ade

21. ceremonia wręczenia Satelitów
- nominacja: najlepszy film zagraniczny (Niemcy)